# Ricarda Haaser
Ricarda Haaser (ur. 10 września 1993 w Innsbrucku) – austriacka narciarka alpejska, brązowa medalistka mistrzostw świata.

## Kariera
Po raz pierwszy na arenie międzynarodowej pojawiła się 9 grudnia 2008 roku podczas zawodów FIS Race w austriackim Jerzens. Nie ukończyła wtedy pierwszego przejazdu w slalomie. W 2012 roku wystartowała na mistrzostwach świata juniorów w Roccaraso, gdzie zajęła 12. miejsce w supergigancie, a rywalizacji w gigancie i slalomie nie ukończyła. Podczas rozgrywanych dwa lata później mistrzostw świata juniorów w Jasnej zajęła 11. miejsce w slalomie.
Debiut w Pucharze Świata zanotowała 16 listopada 2013 roku, kiedy to w fińskim Levi nie zakwalifikowała się do drugiego przejazdu w slalomie. Pierwsze punkty zdobyła 27 listopada 2015 roku w Aspen plasując się na 24. miejscu w gigancie. W sezonie 2018/2019 zajęła 24. miejsce w klasyfikacji generalnej.
Na mistrzostwach świata w Courchevel/Méribel w 2023 roku zdobyła brązowy medal w kombinacji. W zawodach tych wyprzedziły ją jedynie Włoszka Federica Brignone i Wendy Holdener ze Szwajcarii. Startowała też na Zimowych Igrzyskach Olimpijskich 2018 w Pjongczangu w gigancie i superkombinacji. Zajęła odpowiednio 17. i 13. miejsce.
Jej młodszy brat, Raphael, także uprawia narciarstwo alpejskie.

## Osiągnięcia

### Igrzyska olimpijskie
| Miejsce | Dzień     | Rok  | Miejscowość | Konkurencja     | Czas biegu | Strata | Zwyciężczyni     |
| ------- | --------- | ---- | ----------- | --------------- | ---------- | ------ | ---------------- |
| 17.     | 15 lutego | 2018 | Pjongczang  | Gigant          | 2:20,02    | +3,34  | Mikaela Shiffrin |
| 13.     | 22 lutego | 2018 | Pjongczang  | Superkombinacja | 2:20,90    | +3,91  | Michelle Gisin   |

### Mistrzostwa świata
| Miejsce | Dzień     | Rok  | Miejscowość        | Konkurencja     | Czas biegu | Strata | Zwyciężczyni      |
| ------- | --------- | ---- | ------------------ | --------------- | ---------- | ------ | ----------------- |
| 9.      | 10 lutego | 2017 | Sankt Moritz       | Superkombinacja | 1:58,88    | +1,93  | Wendy Holdener    |
| DNF2    | 8 lutego  | 2019 | Åre                | Superkombinacja | 2:02,13    | -      | Wendy Holdener    |
| 15.     | 14 lutego | 2019 | Åre                | Gigant          | 2:01,97    | +2,70  | Petra Vlhová      |
| 3.      | 6 lutego  | 2023 | Courchevel/Méribel | Kombinacja      | 1:57,47    | +2,26  | Federica Brignone |
| DNF1    | 17 lutego | 2023 | Courchevel/Méribel | Gigant          | 2:07,13    | -      | Mikaela Shiffrin  |
| DNF     | 6 lutego  | 2025 | Saalbach           | Supergigant     | 1:20,47    | -      | Stephanie Venier  |

### Mistrzostwa świata juniorów
| Miejsce | Dzień     | Rok  | Miejscowość | Konkurencja | Czas biegu | Strata | Zwyciężczyni       |
| ------- | --------- | ---- | ----------- | ----------- | ---------- | ------ | ------------------ |
| DNF1    | 1 marca   | 2012 | Roccaraso   | Slalom      | 1:41,19    | -      | Stephanie Brunner  |
| DNF1    | 3 marca   | 2012 | Roccaraso   | Gigant      | 2:40,02    | -      | Ragnhild Mowinckel |
| 12.     | 6 marca   | 2012 | Roccaraso   | Supergigant | 1:06,99    | +0,85  | Annie Winquist     |
| 11.     | 28 lutego | 2014 | Jasná       | Slalom      | 1:36,09    | +2,88  | Petra Vlhová       |

### Puchar Świata

#### Miejsca w klasyfikacji generalnej
- sezon 2015/2016: 80.
- sezon 2016/2017: 31.
- sezon 2017/2018: 31.
- sezon 2018/2019: 24.
- sezon 2019/2020: 64.
- sezon 2020/2021: 31.
- sezon 2021/2022: 48.
- sezon 2022/2023: 48.
- sezon 2023/2024: 59.
- sezon 2024/2025:

#### Miejsca na podium w zawodach
Haaser nigdy nie stanęła na podium zawodów PŚ.